# مطثية متحملة للهواء
مطثية متحملة للهواء (الاسم العلمي: Clostridium aerotolerans) هي نوع من البكتيريا يتبع جنس المطثية من الفصيلة المطثاوية.